# Espacio público

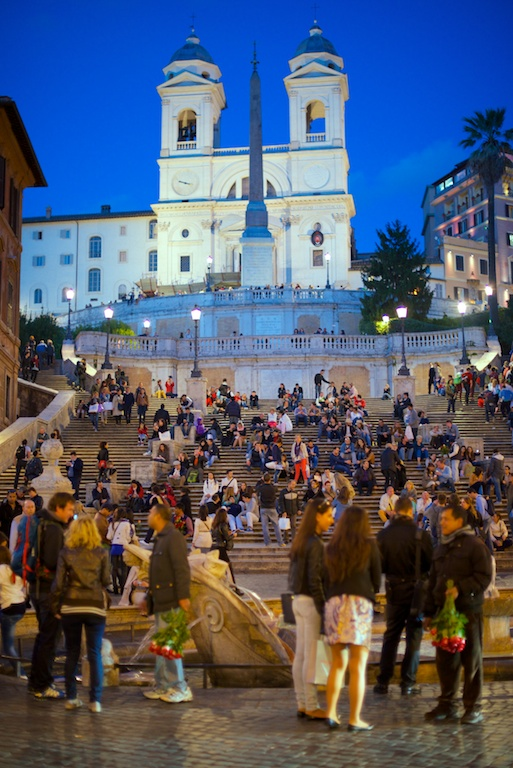
La escalinata de la Plaza de España (Roma), como ejemplo de espacio público.

Se denomina espacio público al espacio de propiedad pública (estatal), dominio y uso público. Es el lugar donde cualquier persona tiene el derecho a circular en paz y armonía, donde el paso no puede ser restringido por criterios de propiedad privada e intencionalmente por reserva gubernamental.
El espacio público abarca, por regla general, las vías de tránsito o circulaciones abiertas como: calles, plazas, carreteras; así como amplias zonas de los edificios públicos, como las bibliotecas, escuelas, hospitales, ayuntamientos, estaciones o los jardines, parques y espacios naturales, cuyo suelo es de propiedad pública.

## Características del espacio público
En el aspecto legal, el espacio público moderno proviene de la separación formal entre la propiedad privada urbana y la propiedad pública. Tal separación normalmente implica reservar, desde el planeamiento, suelo libre de construcciones (excepto equipamientos colectivos y servicios públicos) para usos sociales característicos de la vida urbana (esparcimiento, actos colectivos, transporte, actividades culturales y a veces comerciales, etc). Desde una aproximación jurídica, podemos definirlo como un espacio sometido a una regulación específica por parte de la administración pública, propietaria o que posee la facultad de dominio del suelo, que garantiza su accesibilidad a todos los ciudadanos y fija las condiciones de su utilización y de instalación de actividades.
En cuanto al uso, el espacio público es el escenario de la interacción social cotidiana, cumple funciones materiales y tangibles: es el soporte físico de las actividades cuyo fin es satisfacer las necesidades urbanas colectivas que trascienden los límites de los intereses individuales. Se caracteriza físicamente por su accesibilidad, rasgo que lo hace ser un elemento de convergencia entre la dimensión legal y la de uso. Sin embargo, la dinámica propia de la ciudad y los comportamientos de sus gentes pueden crear espacios públicos que jurídicamente no lo son, o que no estaban previstos como tales, abiertos o cerrados, por ejemplo espacios residuales o abandonados que espontáneamente pueden ser usados como públicos. Existen también espacios de propiedad privada pero de uso público como los centros comerciales que son espacios privados con apariencia de espacio público.
El espacio público tiene además una dimensión social, cultural y política. Es un lugar de relación y de identificación, de manifestaciones políticas, de contacto entre la gente, de vida urbana y de expresión comunitaria. En este sentido, la calidad del espacio público se podrá evaluar sobre todo por la intensidad y la calidad de las relaciones sociales que facilita, por su capacidad de acoger y mezclar distintos grupos y comportamientos, y por su capacidad de estimular la identificación simbólica, la expresión y la integración cultural.

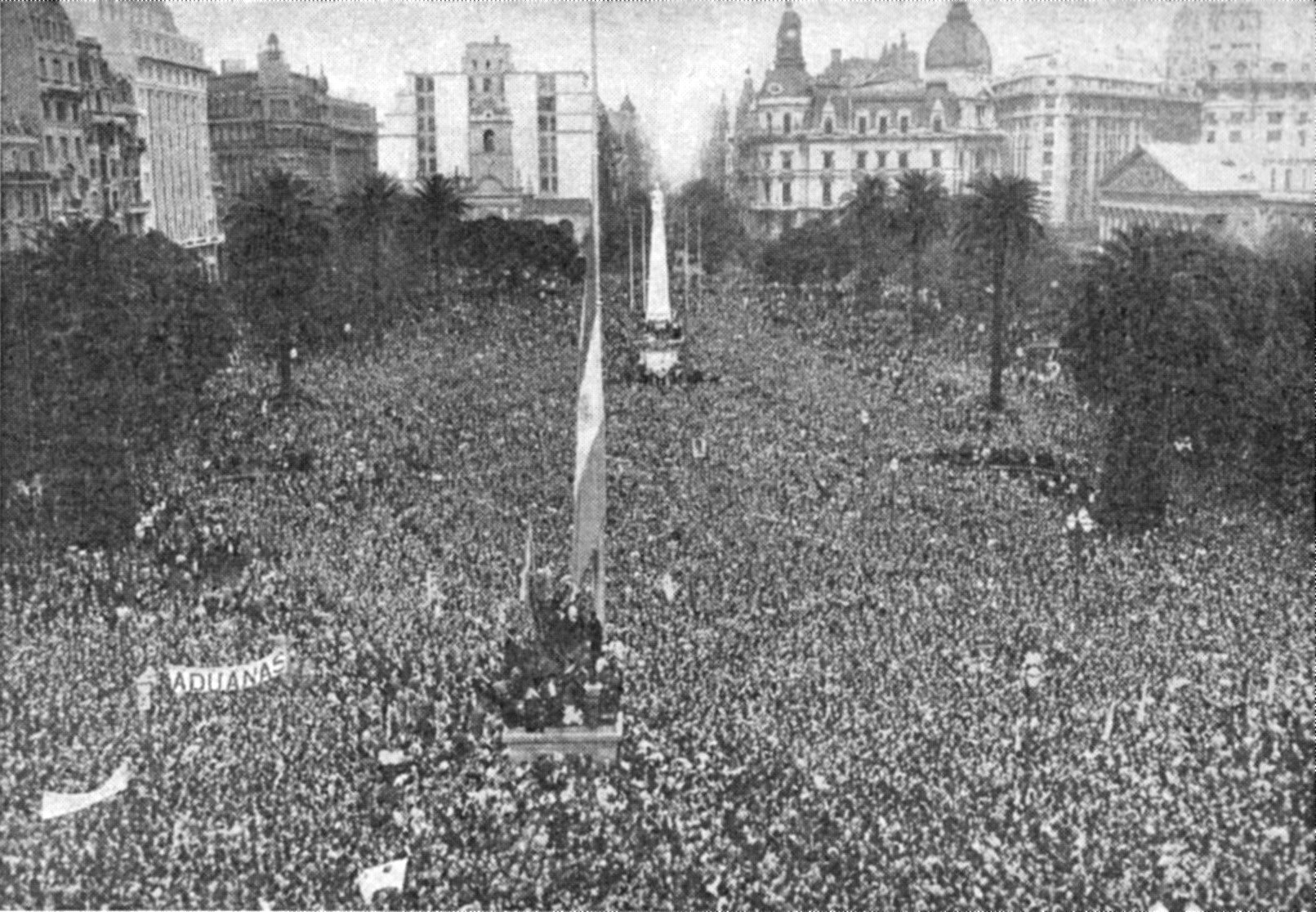
Manifestación oficialista durante el primer gobierno de Perón, en Plaza de Mayo, Buenos Aires, Argentina como ejemplo de espacio público de intercambio social, cultural, y político.

No todo el espacio público es de todos ni todos los espacios privados son de unos pocos.  En el campo de la arquitectura "Nada es químicamente puro: hay propiedades públicas de uso privado y propiedades privadas de uso público, con todas las articulaciones históricas y sociales intermedias. En rigor, el espacio público no podría ser de "dominio" público, porque no todos pueden "gozar y disponer de la cosa de modo arbitrario" -como se define en algún lugar del Derecho- y por eso distingue a este dominio por la especialidad de su protección y utilización." Contemplando con la ambigüedad que refiere el término "el público" según la época y el contexto sociocultural. 
Uno de los aspectos esenciales de estos espacios tiene que ver con la seguridad. Un espacio público no es un espacio adecuado si no nos sentimos seguros en el. “Al hablar de la seguridad en las aceras de una ciudad […] en la mente de cada par de ojos presentes hubiera una convicción casi inconsciente que la calle en general le apoyaría cuando […] un ciudadano ha de escoger. […] esta convicción tiene un nombre y se llama ‘confianza’”
La confianza se trata de una función primordial de los espacios públicos y esta íntimamente relacionado con la manera en que los habitantes habitan una ciudad estableciendo relaciones. En palabras de Jane Jacobs (1961) “las calles impersonales, hacen gente anónima”: la confianza en el espacio público establece “estructuras sociales” al mismo tiempo que ayuda a combatir problemas sociales.

## El espacio públicovirtual
El espacio público supone, pues, dominio público, uso social colectivo y diversidad de actividades, características entre las que existe gran cantidad de posibilidades hasta llegar al extremo del espacio virtual en Internet, que se configura actualmente como un espacio público no físico pero de gran importancia.

### Discusión del concepto
El de espacio público es un concepto técnico usado en ciencias humanas y sociales contemporáneas desde hace relativamente poco tiempo. Kant ofreció una de las primeras definiciones de este concepto, que sin embargo solo ha sido ampliamente usado desde los años 1960 con la publicación de la habilitación profesoral de Jürgen Habermas L'espace public: archéologie de la publicité comme dimensión constitutive de la société bourgeoise (El espacio público: arqueología de la publicidad como dimensión constitutiva de la sociedad burguesa), titulada en español Historia y crítica de la opinión pública. La transformación estructural de la vida pública. En realidad, tanto el concepto de espacio público como el de opinión pública pueden coexistir en español, un poco como continente y contenido. En esta obra, Habermas describe el proceso por el cual el público (constituido de individuos que hacen uso de su razón) ocupa la esfera o espacio público controlado por la autoridad y lo transforma en espacio (metafóricamente hablando) donde la crítica se ejerce contra el poder del Estado. El proceso en cuestión data del siglo XVII en Inglaterra (y, aproximadamente, treinta años más tarde en Francia), lugar de desarrollo de la urbanización y de la aparición del concepto de espacio privado en la burguesía de las ciudades. Habermas muestra cómo las reuniones de salón y los cafés han contribuido a la multiplicación de los debates y discusiones políticas, los cuales gozan de una publicidad por medio de los medios de comunicación de la época (relaciones epistolares, prensa naciente).
El concepto de «publicidad» (en el sentido de la amplia difusión de la información y los temas de debates mediante los medios de comunicación) es un elemento clave de la teoría de Habermas: esta debe incluirse como dimensión constitutiva de la opinión pública y del espacio público y como principio de control del poder político. Hasta cierto punto, la opinión pública se vuelve más visible mediante su «publicización».
Hoy, el concepto de espacio público está en el centro de numerosas discusiones, en particular, en el campo de las ciencias de la comunicación. Se puede citar, en particular, el análisis de Bernard Miège («la sociedad conquistada por la comunicación») que distingue, gracias a una mirada retrospectiva sobre los modelos de espacio público, cuatro grandes modelos de comunicación que organizan un espacio público ampliado y dividido: la prensa de opinión (mediados del siglo XVIII), la prensa comercial (a partir de mediados del siglo XIX), los medios de comunicación audiovisuales de masa (desde el mediados del siglo XX) y las relaciones públicas generalizadas (desde los años setenta del siglo XX).